# 北五十家子镇
北五十家子镇，是中华人民共和国河北省承德市平泉市下辖的一个乡镇级行政单位。2010年前为蒙和乌苏蒙古族乡。
头道营子村有辽朝秦晋国大长公主墓，是河北省文物保护单位八王沟墓群的项目之一。1962年时，墓地所在为蒙和乌苏乡:429。后为蒙和乌苏蒙古族乡。

## 行政区划
北五十家子镇下辖以下地区：
蒙和乌苏社区村、北五十家子社区村、南坡村、头道营子村、南梁社区村和单营子村。